# Institut für Queer Theory
Das Institut für Queer Theory (iQt) ist ein Forschungsinstitut in Berlin, das Foren der Theoriebildung, des internationalen Austausches sowie ein breites Spektrum öffentlicher Veranstaltungen in Bezug auf Geschlechter- und Sexualitätspolitiken organisiert. Das Institut wurde 2006 von der Philosophin und Queer-Theoretikerin Antke Engel in Hamburg gegründet. Seit 2011 wird es vom gemeinnützigen Verein Gender/Queer e. V. betrieben.

## Ziele und Inhalte
Das Institut befasst sich mit der Kritik und Veränderung rigide zweigeschlechtlicher und normativ heterosexueller Geschlechterverhältnisse. Über den Fokus auf Geschlecht und Sexualität hinaus verfolgt es das Anliegen, nicht-hierarchische Formen sozialer Differenz zu stärken. Hierbei liegen Schwerpunkte der Forschung und Theoriediskussion insbesondere in den Bereichen Neoliberalismuskritik, Queer-of-Color-Rassismuskritik sowie Formen von Gewalt. Die Arbeit des iQt zeichnet sich dadurch aus, Forschung und Theoriebildung mit experimentellen Formaten der Vermittlung zu verbinden und hierbei akademische, aktivistische und künstlerisch-kulturelle Ansätze zusammenzubringen.
Zu den wichtigsten Partnerinstitutionen des iQt gehören das ICI Berlin Institute for Cultural Inquiry, District Kunst und Kulturförderung und Bildwechsel – Dachverband für Frauen, Medien, Kultur, Hamburg.
Das Institut für Queer Theory ist den Prinzipien guter wissenschaftlicher Praxis verpflichtet und folgt den entsprechenden Leitlinien der Deutschen Forschungsgemeinschaft DFG.

## Aktivitäten (Auswahl)
Unter dem Motto „Embracing the Ridiculous“ wurde am 24. Juni 2016 im Ballhaus Berlin das 10-jährige Jubiläum des iQt gefeiert. Zu diesem Anlass ist die Broschüre Lust an Komplexität und Konfusion / Pleasure in Complexity and Confusion erschienen, die neben dem Profil des Instituts auch ein Archiv sämtlicher bis dahin organisierter Veranstaltungen enthält. Es fand außerdem das DFG-geförderte Symposium „Exodus, Constitution, and Queer Politics of Laughter“ mit Judith Butler, Christina von Braun u. a. statt.
Die Reihe Bossing Images. Die Macht der Bilder, queere Kunst und Politik begann als Reihe der Neuen Gesellschaft für Bildende Kunst (NGBK), wurde später u. a. von iaspis Stockholm und dem Art Affects Festival in Freiburg/Breisgau eingeladen und hat einen eigenen Bossing Images Blog. Vortragsreihen in Kooperation mit dem ICI Berlin Institute for Cultural Inquiry waren: The Subtle Racialization of Sexuality: Queer Theory, the Aftermath of Colonial History, and the Late Modern State mit den Vortragenden Sara Ahmed, Antonia Chao, Cathy Cohen, Drucilla Cornell, Fatima El-Tayeb, Jasbir Puar; Desire’s Multiplicity and Serendipity mit Jafari S. Allen, Leo Bersani, Jelisaveta Blagojević, Serena Dankwa, Teresa de Lauretis, David M. Halperin, Dagmar Herzog und Shaka McGlotten.
Ebenfalls eine Zusammenarbeit mit dem ICI Berlin sowie dem Frankfurt Research Center for Postcolonial Studies (Exzellenzcluster Normative Orders, Johann Wolfgang Goethe-Universität Frankfurt am Main) und dem SFB Kulturen des Performativen (Freie Universität Berlin) war die internationale Konferenz: Desiring Just Economies – Just Economies of Desire. Die Konferenz hat den Sammelband Global Justice and Desire: Queering Economy inspiriert.
„Was sind queere Konfliktkulturen? Caring for Conflict“ heißt der Forschungsschwerpunkt des iQt seit 2017, gemeinsam mit District Kunst und Kulturförderung, ebenso wie das KLIRRRRR festival queerer Konfliktkulturen (gefördert vom Berliner Projektfonds Kulturelle Bildung und der Aktion Mensch). Mit der Veranstaltung Don't Panic! Es gibt Alternativen zum Moralisieren und Polarisieren hat sich das iQt zusammen mit dem Schwulen Museum im Dezember 2017 in die Debatte um Grundverständnisse queerer Theorie und Politik, Zensurvorwürfe und Allianzbildungen eingebracht.

## Publikationen
- Nikita Dhawan, Antke Engel, Christoph Holzhey, Volker Woltersdorff (Hrsg.): Global Justice and Desire: Queering Economy. Routledge, London 2015, ISBN 978-1-138-24182-4.
- Antke Engel: Konflikthafte Komplexität – Konflikt als Impuls politischer Veränderung. In: Brigitte Bargetz, Eva Kreisky (Hrsg.): Dauerkämpfe: Feministische Zeitdiagnosen und Strategien. Campus, Frankfurt/Main 2017, ISBN 978-3-593-50804-7, S. 251–261.
- Antke Engel, Jule Govrin, Eva von Redecker (Hrsg.): Lust an Komplexität und Irritation / Pleasures of Complexity and Confusion. 10 Jahre Institut für Queer Theory. Gender/Queer e. V., Berlin 2016, ISBN 978-3-00-053141-5.
- Antke Engel: Lust auf Komplexität. Gleichstellung, Antidiskriminierung und die Strategie des Queerversity. In: Feministische Studien (1). 2013, S. 39–45.
- NGBK (Hrsg., Redaktion: Jess Dorrance und Antke Engel): Bossing Images. Macht der Bilder, queere Kunst und Politik / The Power of Images, Queer Art, and Politics. NGBK, Berlin 2012, ISBN 978-3-938515-45-7.